# Othmar Ammann
Pour les articles homonymes, voir Ammann.
Othmar Ammann (né le 26 mars 1879 à Feuerthalen et mort le 22 septembre 1965 à Rye (État de New York)) est un ingénieur d'origine suisse, citoyen américain dès 1924. C'est un célèbre constructeur de ponts.

## Biographie
Othmar Ammann est né près de Schaffhouse, en Suisse, en 1879. Son père était fabricant et sa mère chapelière. Il a suivi une formation d'ingénieur au Polytechnikum de Zurich, en Suisse. Il a étudié avec l'ingénieur suisse Wilhelm Ritter. En 1904, il a émigré aux États-Unis et a passé une grande partie de sa carrière à New York. Il est naturalisé américain en 1924.
En 1905, il retourne brièvement en Suisse pour épouser Lilly Selma Wehrli. Ils ont eu trois enfants - Werner, George et Margot - avant qu'elle ne décède en 1933. Il a ensuite épousé Klary Vogt Noetzli, elle-même veuve depuis peu, en 1935 en Californie.

## Réalisations
Parmi ses constructions, on peut noter :
- le pont du M.O.B.  à Montbovon (ouvert en 1903) ;
- le pont George-Washington (ouvert le 24 octobre 1931) ;
- le pont de Bayonne (ouvert le 15 novembre 1931) ;
- le pont de Bronx–Whitestone (ouvert le 29 avril 1939) ;
- le pont de Throgs Neck (ouvert le 11 janvier 1961) ;
- le pont Verrazano-Narrows (ouvert le 21 novembre 1964).